# Fulda (Minnesota)
Fulda is een plaats (city) in de Amerikaanse staat Minnesota, en valt bestuurlijk gezien onder Murray County.

## Demografie
Bij de volkstelling in 2000 werd het aantal inwoners vastgesteld op 1283.
In 2006 is het aantal inwoners door het United States Census Bureau geschat op 1256, een daling van 27 (-2.1%).

## Geografie
Volgens het United States Census Bureau beslaat de plaats een oppervlakte van
2,7 km², waarvan 2,5 km² land en 0,2 km² water. Fulda ligt op ongeveer 464 m boven zeeniveau.

## Plaatsen in de nabije omgeving
De onderstaande figuur toont nabijgelegen plaatsen in een straal van 20 km rond Fulda.